# 氧化亚铁
氧化亚铁，是铁的氧化物之一。其外观呈藍灰色粉末，化学式为FeO，由氧化态为II价的铁与氧共价结合。它的矿物形式为方铁矿。氧化亚铁经常容易与铁锈混淆，但铁锈的主要成分为水合氧化铁。氧化亚铁属于非整比化合物，其中铁和氧元素的比例会发生变化，范围从Fe0.84O到Fe0.95O。

## 制备
FeO可以在隔绝空气条件下加热草酸亚铁制得。
{\displaystyle Fe{{C}_{2}}{{O}_{4}}{\underline {\underline {\Delta }}}{\text{ }}FeO{\text{ }}+{\text{ }}CO\uparrow {\text{ }}+{\text{ }}C{{O}_{2}}\uparrow }
加热后的样品需要被冷却以防止歧化反应的发生。

整比的FeO可以通过加热Fe0.95O与金属铁，在770℃和36kbar压力条件下生成。

FeO也可以在900℃条件下通过氧化铁与一氧化碳反应（在还原焰中加热氧化铁）得到。
{\displaystyle F{{e}_{2}}{{O}_{3}}+{\text{ }}CO{\text{ }}{\underline {\underline {{{900}^{\text{o}}}{\text{C}}}}}{\text{ }}2{\text{ }}FeO{\text{ }}+{\text{ }}C{{O}_{2}}}

## 相关反应
FeO在低于575℃的条件下具有热不稳定性，可以歧化生成金属铁和Fe3O4：
{\displaystyle 4{\text{ }}FeO{\text{ = }}Fe{\text{ }}+{\text{ }}F{{e}_{3}}{{O}_{4}}}
FeO可与一些元素单质反应，而被还原为铁单质：
{\displaystyle Si+{\text{ }}2{\text{ }}FeO{\text{ = }}Si{{O}_{2}}+{\text{ }}2{\text{ }}Fe}
{\displaystyle Mn+{\text{ }}FeO{\text{ = }}MnO{\text{ }}+{\text{ }}Fe}
{\displaystyle 2P+{\text{ }}5{\text{ }}FeO{\text{ = }}{{P}_{2}}{{O}_{5}}+{\text{ }}5{\text{ }}Fe}
FeO可溶于盐酸或稀硫酸，并分别生成氯化亚铁和硫酸亚铁。
{\displaystyle FeO{\text{ }}+{\text{ }}2HCl{\text{ = }}FeC{{l}_{2}}+{\text{ }}{{H}_{2}}O}
{\displaystyle FeO{\text{ }}+{\text{ }}{{H}_{2}}S{{O}_{4}}{\text{= }}FeS{{O}_{4}}+{\text{ }}{{H}_{2}}O}

## 结构

氧化亚铁的晶体结构。
__ Fe^{2+} __ O^{2−}

氧化亚铁属于立方晶系（类似于氯化钠晶体结构），每个铁原子周围连接着6个氧原子形成八面体型配位，每个氧原子周围也以同样的情况连接着6个铁原子。出现非整比化合物的原因在于，由于二价铁很容易被氧化为三价铁，导致FeO中少量二价铁被替换为三价铁，占据晶格中的四面体空隙。
在低于200K时，氧化亚铁的晶体结构会发生微小变化，变为菱方，并且具有反铁磁性。

## 用途
氧化亚铁可以被用作色素，在化妆品和刺青墨水中都有应用。氧化亚铁也应用于瓷器制作中使釉呈绿色。